# 泉皇女
泉皇女（いずみのひめみこ）は、天智天皇の皇女。母は天智天皇の後宮の女官である宮人（めしをみな）、色夫古娘（しこぶこのいらつめ）で、同母兄姉に大江皇女と川島皇子がいる。伊勢斎王。

## 経歴
文武天皇5年（701年）2月16日に斎宮に卜定される。翌2年（702年）1月17日、新しく設けられた斎宮頭（斎宮寮の長官）に、従五位下であった当麻真人橘が任命された。これ以降、斎宮頭には、従五位下に相当する位の官人が任命されることとなった。慶雲3年（706年）閏1月28日に泉皇女は伊勢へ下向する。同年の8月5日には、新たに田形皇女が斎宮に卜定され、泉皇女は退下した。霊亀元年（715年）1月11日に帰京後、三品に叙せられていた泉皇女は、封戸100戸を加増された。その後、時期は定かではないものの二品に叙せられた。天平6年（734年）2月8日に死去。

## 血縁
- 父：天智天皇
- 母：色夫古娘（忍海造小竜の女）
- 同母兄姉：川島皇子 、大江皇女